# Самотникът от ледената пустиня
„Самотникът от ледената пустиня“ е приключенска повест на българския писател Петър Бобев.
Публикувана е от издателство „Народна младеж“, София на 22 май 1963 г. под № 75 от поредицата Библиотека „Приключения и научна фантастика“, с илюстрации от художника Димитър Попвасилев. Книгата е с формат 21 cm (1/16 59/84), с размери 14,5/20,5 cm, 160 страници, подвързана с твърди корици, тираж: 12 000 бр.

## Сюжет
Внимание:  Текстът по-долу разкрива сюжета на произведението (или части от него)!
Действието на повестта се развива в ледената пустош на Арктика. Главен герой на повестта е едно бяло мече – Острият нокът, което по стечение на обстоятелствата бива откърмено и отгледано от женски морж. Отраснало в семейството на моржовете, мечето се чувствува негов равноправен член. Природните закони обаче не могат да бъдат преодолени. Въпреки волята си, въпреки привързаността си към своите необикновени приятели, порасналото мече донася само беди на моржовото стадо. Накрая Острият нокът остава съвсем сам, прокуден и от роднините си, и от своите осиновители – превръща се в самотникът от ледената пустиня.

## Рецензии
- „Самотникът от ледената пустиня“ (рецензия), сп. „Пламък“, книжка 11, с. 119